# (467296) 2016 ED198
(467296) 2016 ED198 es un asteroide perteneciente al cinturón de asteroides, descubierto el 3 de febrero de 2009 por el equipo Spacewatch desde el Observatorio Nacional de Kitt Peak (Arizona, Estados Unidos).